# Gheorghe Ioan Lahovary
Gheorghe Ioan Lahovary (Râmnicu Vâlcea, 1838-Bucarest, 1909) fue un ingeniero, funcionario y geógrafo rumano.

## Biografía
Nacido en Râmnicu Vâlcea el 1 de juniojul./ 13 de junio de 1838greg., hizo sus primeros estudios en el Instituto Schewitz (1849-1854). Posteriormente completó sus estudios universitarios en Berlín (1855-1858) y estudios superiores en la Universidad de Heidelberg y en la Escuela Politécnica de Karlsruhe (1858-1862). De regreso a Rumanía en 1862, se desempeñó como ingeniero en el Ministerio de Obras Públicas (1862-1864), luego jefe de sección y director del mismo ministerio (1866-1868). En 1871 fue nombrado director general de Correos y Telégrafos (1871-1876) y en 1876, habiendo sido elegido por la Cámara de Diputados, fue confirmado como asesor del Tribunal Superior de Cuentas. En 1893 fue nombrado presidente de este alto tribunal.
Como director de correos, participó en el primer Congreso Postal Internacional en 1874, donde muchas propuestas hechas por él fueron aceptadas por el congreso, entre las que se encontraba la de adoptar el francés como idioma oficial para toda la correspondencia de la Unión Postal Universal. Cerró varios convenios postales y telegráficos con Rusia, Austria, Serbia y Turquía. También como director abolió los servicios postales extranjeros gestionados por la compañía naviera austriaca en el Danubio, así como las oficinas de correos francesas en Galați y Brăila.
Como consejero y posteriormente presidente del Tribunal Superior colaboró en la elaboración de las leyes de la contabilidad general del Estado y para la organización del Tribunal de Cuentas, así como en numerosos reglamentos para la aplicación de estas leyes. En 1875, siguiendo la exhortación del monarca, Lahovary junto con Alexandru Cantacuzino, los generales Manu y Barozzi, V. A. Urechia, T. Maiorescu, Alexandru Odobescu y Grigore Tocilescu, entre otros, fundaron la Sociedad Geográfica Rumana, de la que fue secretario general desde su fundación. Fue durante muchos años miembro y vicepresidente de la Sociedad para la Educación del Pueblo Rumano. Publicó en Convorbiri literale una serie de actas y documentos antiguos con el título de «Hirtii vechi». Bajo el seudónimo «Gil», también publicó varios cuentos originales en Convorbiri literale. Falleció el 13 de junio de 1909 en Bucarest.